# Widelands
Widelands è un videogioco libero di strategia in tempo reale pubblicato sotto la GNU General Public License dal 2002. Widelands prende molte idee da The Settlers e The Settlers II ed è molto simile a questi due giochi. Il gioco funziona su diversi sistemi operativi, come GNU/Linux, BSD, macOS e Windows.

## Modalità di gioco
Widelands presenta le modalità in giocatore singolo, in rete, missioni in giocatore singolo e su internet in multiplayer, ed è tradotto in numerose lingue. I giocatori possono selezionare una di tre differenti tribù: barbari, impero e atlantidei. Widelands fornisce quattro missioni tutorial. I giocatori esperti possono creare le loro mappe con l'editor incluso. È anche possibile importare e giocare le mappe originali di The Settlers II.

## Sviluppo
Widelands ha raggiunto una versione stabile (1.0) nel 2021.

## Accoglienza
Il gioco è stato recensito dal Linux Journal, che ha affermato: "Tuffatevi in questo gioco, c'è molto sotto la superficie. Ha molte cose piacevoli, come la complessità e la consistenza dei menù nel gioco, senza i soliti errori di molti giochi amatoriali. Ma è il ritmo del gioco che mi piace davvero. Mi piace sempre costruire la mia base in molti RTS, però sono sempre distratto da dei combattimenti. Questo gioco ti permette di costruire, e mette molta enfasi su come lo fai".